# Hasta (lanza)
Hasta (en plural hastae) es el término utilizado en latín para hacer referencia a una lanza utilizada para ensartar. Los primeros legionarios estaban equipados con hastae, y era esta arma el que daba el nombre a los soldados conocidos como hastati. Sin embargo, durante los tiempos de la República, los hastati fueron reequipados con pila y gladii, y sólo los Triarii continuaron usando esta lanza.
Más tarde, fueron los auxiliares que complementaban a las legiones quienes usaron lanza entre la infantería de Roma. 
Con la llegada de la decadencia en el siglo III, la barbarización del ejército y las crisis económicas, la sencilla y barata lanza volvió a imponerse poco a poco, hasta sustituir a los pila, siendo usada como arma básica desde entonces hasta el fin del Imperio. 
Al contrario que en el caso del pilum, el hasta era una lanza diseñada para ensartar al enemigo, y no se utilizaba como arma arrojadiza.
Mientras que con los pila se usa una táctica agresiva, arrojándolos al enemigo para luego cargar con la espada, el hasta es un arma más defensiva, adecuada para mantener al enemigo a distancia.

## Descripción
Un hasta era de alrededor de seis pies romanos de largo con una punta de hierro.

## Tipos de hasta
- Hasta fecialis, la usada para declarar la guerra
- Hasta amentata, la que tenía una correa (amiento), para lanzarla a distancia
- hasta ansata, la que llevaba una guarda para defender la mano
- hasta velitaris, la propia de los vélites
- hasta pura, la que carecía de hierro y se daba como recompensa por hechos de guerra
- hasta publica, la que se fijaba en los campos a manera de enseña
- hastapra-pilata, la que carecía de punta y se empleaba para adiestrarse en el manejo
- hasta centumviralis, la fijada como emblema de autoridad de los centumviros
- hasta cruenta o "sangrienta", la roja que se arbolaba en señal de saqueo.